# Simaetha albicoma
Simaetha albicoma är en spindelart som först beskrevs av Kálmán Szombathy 1915.  Simaetha albicoma ingår i släktet Simaetha och familjen hoppspindlar. Inga underarter finns listade i Catalogue of Life.